# Tabernakel
 Ikke at forveksle med Tabernaklet, jødernes tæppedækkede alter.
Et Tabernakel er et alterskab i en katolsk kirke, hvori nadverbrødet opbevares.

## Ekstern henvisning
- Wikimedia Commons har flere filer relateret til Tabernakel
- "Tabernakel" i Ordbog over det danske Sprog